# Revolver Ocelot
Revolver Ocelot (リボルバー・オセロット Riborubā Oserotto, znany również jako Shalashaska (シャラシャーシカ Sharashāshika) – fikcyjna postać i jeden z głównych antagonistów serii gier Metal Gear. Pierwszy raz pojawia się w grze Metal Gear Solid jako jeden z członków grupy Foxhound, a także w Metal Gear Solid 4: Guns of the Patriots jako Liquid Ocelot. W prequelach Metal Gear Solid 3: Snake Eater i Portable Ops zostaje przedstawiony jako po prostu Ocelot (オセロット Oserotto), którego prawdziwe imię to Adamska (アダムスカ Adamusuka).
W części czwartej głosu Liquidowi Ocelotowi w wersji japońskiej użycza Banjō Ginga (aktor użyczający głosu Liquidowi Snake'owi) ze względu na śmierć Kōji Totaniego w 2006 roku. W wersji angielskiej natomiast powrócił Patric Zimmerman.

## Odbiór
Ocelot zajął 28 miejsce na liście portalu IGN Top 100 Video Game Villains. W programie Filter został umieszczony na dziesiątym miejscu najlepszych antagonistów gier komputerowych. Magazyn Edge ocenił Liquida Snake'a: "Kojima stworzył znakomitego złoczyńcę, bardziej kompletnego od tego w MGS2.